# Cassetta di sicurezza

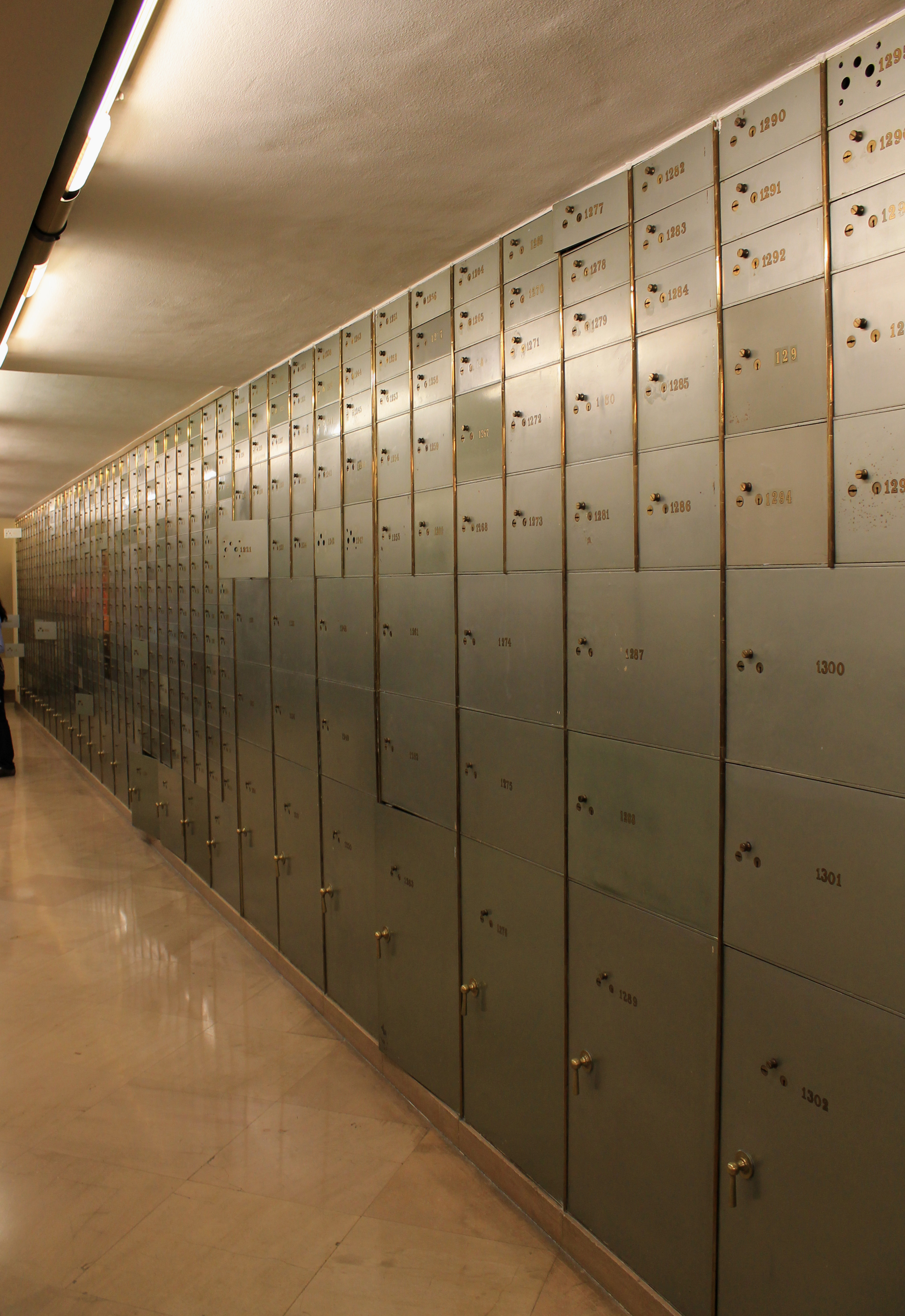
Cassette di sicurezza a Madrid (Spagna).

Per cassetta di sicurezza si intende un servizio di custodia offerto dagli istituti di credito, di norma sotto la responsabilità dell'ufficio titoli. 
Tale servizio consente ai titolari di una cassetta di sicurezza di custodirvi valori, documenti o oggetti preziosi con un'elevata privacy e con un elevato grado di sicurezza. Infatti l'accesso al servizio viene di norma effettuato in stanze blindate, a volte presenti nel caveau delle banche, all'interno delle quali il cliente viene lasciato solo per effettuare in piena privacy le operazioni di immissione o di estrazione di oggetti/valori dalla cassetta di sicurezza.

## Caratteristiche del servizio
Il cliente a seguito della sottoscrizione del contratto che regola il servizio, dovrà depositare la firma autorizzata all'accesso, con la possibilità di delegare anche soggetti terzi, i quali ovviamente dovranno depositare anch'essi la propria firma. 
Al cliente verrà consegnata una chiave numerata corrispondente alla cassetta di sicurezza assegnata, per accedervi bisognerà trascrivere l'accesso su di un apposito registro, e si necessiterà della presenza di un funzionario bancario addetto al predetto servizio che identifichi il cliente e verifichi la corrispondenza della firma autorizzata e conduca il cliente negli appositi locali. 
Di norma le serrature delle cassette di sicurezza hanno una doppia chiave, quella assegnata al cliente ed una universale in possesso della banca, entrambe necessarie per aprire la cassetta di sicurezza.

## Tutela della privacy
Il cliente riesce attraverso a questo servizio ad ottenere un elevato grado di privacy, in quanto non è tenuto a dichiarare il contenuto della cassetta, tuttavia per un discorso di copertura assicurativa (di norma associata al servizio di cassetta di sicurezza) dovrà dichiarare l'importo massimo dei valori che depositerà nella cassetta.

## Profilo economico
Per gli istituti di credito questo servizio non è rilevante sotto il profilo economico, infatti il costo di una cassetta di sicurezza si aggira tra i 100 e i 500 euro (al giorno, settimana, mese, anno o per sempre ?!?) a seconda delle dimensioni della cassetta di sicurezza e a seconda dell'istituto di credito.

Spesso le banche utilizzano questo servizio per fidelizzare i clienti che hanno un discreto patrimonio, spesso riservando solo a questa categoria di clienti l'erogazione di tale servizio.